# Рапсодія на тему Паганіні
Рапсо́дія на те́му Пагані́ні ля мінор, op. 43 — твір Сергія Рахманінова для фортепіано з оркестром. Написаний в період з 3 липня по 18 серпня 1934 року у Швейцарії. Прем'єра відбулася в Lyric Opera House в Балтиморі 7 листопада 1934 року, партію фортепіано виконав автор у супроводі Філадельфійського оркестру під орудою Леопольда Стоковського. Прем'єрне виконання було записано. Серед інших відомих виконавців, які записали Рапсодію, — Артур Рубінштейн, Володимир Ашкеназі, Ван Кліберн.
Темою твору став 24-й каприс Нікколо Паганіні, на який раніше вже писав свої варіації Йоганнес Брамс.

## Структура
Твір складається з двадцяти чотирьох варіацій на тему двадцять четвертого каприса Нікколо Паганіні. Варіації слідують без перерви, хоча і можуть бути умовно поділені на три частини — з 1 по 11, з 12 по 18, і з 19 по 24.
- Вступ: Allegro vivace — Variation I (Precedente)
- Тема: L'istesso tempo
- Variation II: L'istesso tempo
- Variation III: L'istesso tempo
- Variation IV: Più vivo
- Variation V: Tempo precedente
- Variation VI: L'istesso tempo
- Variation VII: Meno mosso, a tempo moderato
- Variation VIII: Tempo I
- Variation IX: L'istesso tempo
- Variation X: L'istesso tempo
- Variation XI: Moderato
- Variation XII: Tempo di minuetto
- Variation XIII: Allegro
- Variation XIV: L'istesso tempo
- Variation XV: Più vivo scherzando
- Variation XVI: Allegretto
- Variation XVII: Allegretto
- Variation XVIII: Andante cantabile
- Variation XIX: A tempo vivace
- Variation XX: Un poco più vivo
- Variation XXI: Un poco più vivo
- Variation XXII: Un poco più vivo (Alla breve)
- Variation XXIII: L'istesso tempo
- Variation XXIV: A tempo un poco meno mosso